# Jan Wagenaar (krachtsporter)

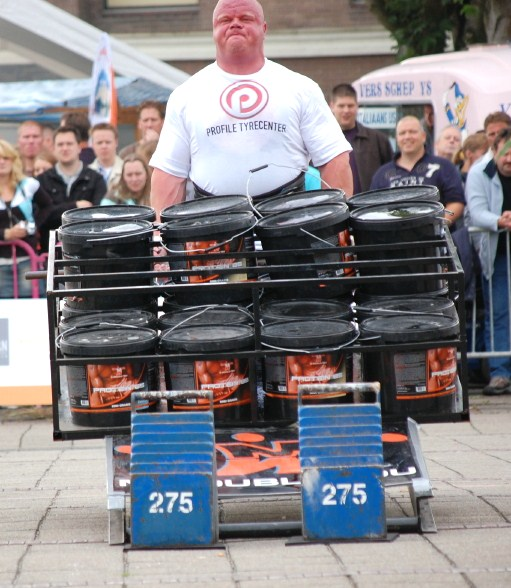
Jan Wagenaar in actie.

Jan Wagenaar (Scharnegoutum, 19 oktober 1976) is een Nederlands krachtsporter, die jaren achtereen de Sterkste Man van Friesland was. 
In het dagelijks leven is Wagenaar dakdekker. In 2011 werd hij Sterkste Man van Nederland. Zijn leermeester Wout Zijlstra behaalde 10 jaar daarvoor, in 2001, de titel.
Op 16 juli 2011 meet Jan Wagenaar zijn krachten met 9 andere Nederlanders en eindigt bij twee onderdelen hoog en bij drie onderdelen als eerste. Alleen het vrachtwagentrekken gaat wat minder, maar toch nog in de middenmoot. Het totaal van de zes onderdelen is ruim genoeg voor de winst. Wagenaar behaalt zijn titel onder toezien van bijna alle oud-kampioenen, waaronder de op dat moment 74-jarige Gerard du Prie, de eerste Sterkste Man van Nederland, in 1979. Dit was ter ere van de 25e editie van dit evenement. 
In 2012 behaalde Wagenaar de 2e plaats, achter Jarno Hams en in 2013 een 2e plaats achter Jitse Kramer. Als invaller deed Wagenaar nog een keer mee in 2019, als een soort veteraan, waar hij tiende werd, van de twaalf deelnemers aan de finale.

## Fysiek (2008-2015)
- Lengte: 187 cm
- Gewicht: 140-150 kg

## Prestaties vanaf 2007
- 2e plaats Highland "weiland" Games (2007)
- 1e plaats Sterkste Man van Friesland (2007)
- 6e plaats Sterkste Man van Nederland (2008)
- 3e plaats Sterkste Man van Zuid-Nederland (2008)
- 1e plaats Sterkste Man van Noord-Nederland (2008)
- 3e plaats Open Fries Kampioenschap vrachtwagentrekken (+100 kg) (2008)
- 1e plaats Sterkste Man van de Zuidwesthoek (2008)
- 3e plaats Nationaal Kampioenschap Vrachtwagentrekken (2008)
- 1e plaats Sterkste Man van de Kale Duinen (toppers) (2008)
- 1e plaats Sterkste Man van Friesland (2008)
- 1e plaats "Kening fan it Hout" (2009)
- 1e plaats Sterkste Man van Winschoten (2009)
- 2e plaats Sterkste Man van Joure (2009)
- 1e plaats Sterkste Man van Noord-Nederland (2009)
- 1e plaats Sterkste Man van Blijham (2009)
- 3e plaats Sterkste Man van Nederland (2009)
- 1e plaats Sterkste Team van Friesland (2009)
- 1e plaats Sterkste Highlander van Friesland (2009)
- 1e plaats Sterkste Man van Friesland (2009)
- 1e plaats Sterkste Kerstman van Noord-Nederland (2009)
- 1e plaats Sterkste Man van Noord-Nederland (2010) (21 maart)
- 2e plaats Sterkste Man van Zuid-Holland (2010)
- 1e plaats Sterkste Man van Musselkanaal (2010)
- 2e plaats Dutch Strongman-cup Kampen (2010)
- 1e plaats Sterkste Man van het Westerkwartier (2010)
- 4e plaats Sterkste Man van Nederland (2010)
- 1e plaats Dutch Strongman Cup Rotterdam (2010)
- 3e plaats Sterkste Highlander van Nederland (2010)
- 1e plaats Sterkste Man van Friesland (2010)
- 1e plaats Sterkste Man van Nederland (2011) (16 juli)[2]
- 1e plaats Sterkste Man van Friesland (2011)
- 1e plaats Sterkste team van Nederland, met Johan Langhorst (27 mei 2012)
- 2e plaats Sterkste Man van Nederland (2012)
- 2e plaats Sterkste Man van Nederland (2013)
- 2e plaats Sterkste Man van Nederland (2015)
- 10e plaats Sterkste Man van Nederland (2019) (van 12 deelnemers, meestal 10 totaal)

## Overige prestaties
- Fries kampioen bankdrukken (2008) 235 kg 1x (huidig record)